# Sacatepéquez (tỉnh)
Sacatepéquez là một tỉnh của Guatemala. Dân số năm 2000 ước khoảng 265.500 người. Tên tỉnh lấy theo tên thành phố Sacatepéquez, một thành phố từ ngày 21 tháng 11 năm 1542 đến ngày 29 tháng 7 năm 1773 khi thành phố này bị trận động đất Santa Marta phá hủy. Sacatepéquez có nghĩa là đồi cỏ trong phương ngữ Pipil Maya.
Tỉnh lỵ Sacatepéquez là Antigua Guatemala. Thành phố quan trọng khác có Ciudad Vieja.

## Các đô thị
1. Alotenango
2. Antigua Guatemala
3. Ciudad Vieja
4. Jocotenango
5. Magdalena Milpas Altas
6. Pastores
7. San Antonio Aguas Calientes
8. San Bartolomé Milpas Altas
9. San Lucas Sacatepéquez
10. San Miguel Dueñas
11. Santiago Sacatepéquez
12. Santa Catarina Barahona
13. Santa Lucía Milpas Altas
14. Santa María de Jesús
15. Santo Domingo Xenacoj
16. Sumpango